# Pepe Navarro
José Navarro Prieto (Palma del Río, Córdoba; 16 de noviembre de 1951), conocido como Pepe Navarro, es un presentador, periodista y productor de televisión y escritor español que ha trabajado en televisión, prensa y radio.

## Biografía
Hijo de padres granadinos, cuando contaba con solo dos años, su familia se traslada a Sabadell. A los 10 viajan a Francia para regresar, de nuevo, con 11 a Sabadell. Allí inicia sus estudios de Bachillerato en el Colegio Salesiano Sant Oleguer, estudios que abandona a los 15 años para trabajar. Dos años más tarde, a los 17, última el Bachillerato superior —5.º, 6.º y COU— en el Instituto Jaime Balmes de Barcelona, autofinanciándose como empleado de El Corte Inglés vendiendo abanicos, dando clases de matemáticas y gimnasia, camarero, disc jockey, futbolista, etc.
Cursa estudios de Guion, Redacción y Locución en la Escuela de Radio de Radio Juventud de Barcelona, donde realiza su primer programa de media hora semanal, Bienvenidos a la Música y colabora en otros. A la vez, se matricula en primero de Derecho en la Universidad Autónoma de Barcelona, en Bellaterra.
Marcha al servicio militar y, durante su estancia en el cuartel de Berga, Barcelona, se desplazaba por las tardes en auto stop y clandestinamente, los 50 kilómetros que le separaban de Manresa. En Radio Manresa cubría su turno de cuatro horas diarias en su FM. Y los domingos ocupaba la programación de toda la tarde en Onda Media.
Al finalizar la mili en septiembre de 1974, vuelve a Sabadell y se matricula en primero de Periodismo y segundo de Derecho en la Universidad Autónoma de Barcelona.

## Trayectoria profesional

### Radio
Los primeros programas de Navarro comienzan a partir de haber realizado estudios de Guion, Redacción y Locución en la Escuela de Radio de Radio Juventud de Barcelona. Allí es donde presenta y produce semanalmente su primer programa, Bienvenidos a la Música.
En enero de 1975, a la vuelta de la "mili", dirige, produce y presenta en Radio Sabadell, Hora 13, un programa musical diario. En noviembre de 1975 ingresa en EAJ1 Radio Barcelona, Cadena SER y allí presenta Bienvenidos a casa, programa que se emite todos los domingos después de Carrusel Deportivo.
Permanecerá en Radio Barcelona hasta julio de 1980. Durante este tiempo, y en distintos momentos, dirige y presenta, El Despertador un programa de 7 a 8 de la mañana y a partir de esa hora participa en el informativo Matinal Cadena Ser, que se emite inmediatamente después de su programa, Los 40 Principales, Pepe Show, un programa de música especializada la noche de los sábados; El Retrovisor, programa diario de investigación de la historia reciente de España y el informativo La Radio, un programa diario de las 21 a las 23,00 horas. Durante los veranos de los años 1978 y 1979, presenta el dominical El sol, el mar, los peces de colores y Son ... las 5 de la tarde.
Paralelamente y desde septiembre de 1977, crea su propia productora y comercializa las dos horas y media que compra a Radio Sabadell. Cada día, una vez finalizado, a las 8,30 los programas El Despertador y Matinal Cadena Ser en Radio Barcelona, se desplaza los 20 km que separan Barcelona de Sabadell para desde Radio Sabadell, a las 9,30, presentar Viva la Radio, obteniendo varios premios y un especial reconocimiento por la retransmisión en directo, en un matinal infantil, de la proyección de la película El libro de la Selva.
En septiembre de 1980 llega a Radio Peninsular de RNE y se hace cargo de las mañanas, de 6 a 8, dirigiendo y presentando el programa Buenos días, compaginando con Viva la Radio, en Radio Sabadell. El verano de 1981 cada centro regional de RNE designa a un representante para participar en el programa La Radio rueda, que se emite en cadena para todo el territorio nacional. Cada uno de los escogidos se hace cargo de la dirección y presentación de la emisión de dos de los programas de los más de treinta que, durante julio y agosto de ese año, se emiten. La intención es encontrar, de entre todos ellos, a quien deba ocupar la plaza que la próxima temporada, a partir de septiembre, que dejará vacante Luis del Olmo en el programa Protagonistas. Pepe Navarro es el escogido pero a falta de diez días para iniciar la nueva andadura, Luis del Olmo regresa a su puesto.
En Radio Peninsular de Barcelona permanece hasta el verano de 1982.
En 1983 trabajó en Antena 3 Radio en Madrid y fue director, guionista y presentador de un programa diario y otro semanal.
El 1 de agosto del mismo año debuta en la 1 de TVE en La tarde.

### Televisión
Pepe Navarro debuta en televisión en el verano de 1983 con el programa La Tarde, en La Primera de TVE. Por petición expresa de la dirección de informativos, abandona La Tarde y desde principios de enero de 1984 presenta el Telediario 1 de TVE. En solo tres meses se disparan las audiencias, convirtiéndose en uno de los telediarios más vistos de la historia de la televisión.[cita requerida] En abril de 1984, regresa a La Tarde, donde hasta octubre que lo abandona, las cotas más altas de audiencia y popularidad.[cita requerida]
En diciembre del mismo año firma con Spanish International Network (actual Univision), la cadena de habla hispana de EE. UU. y, en enero de 1985, empieza a emitirse para todo el territorio estadounidense, La noche con Pepe Navarro, que presenta hasta enero de 1986. En esta etapa copresenta junto a Mario Moreno "Cantinflas" y Ricardo Montalbán, el Telemaratón de 24 horas de duración Por México emitido en directo desde Los Ángeles para todos los países de habla hispana. Tuvo la misma cobertura el Telemaratón Por ti, Colombia, de 12 horas, que como presentador principal protagonizó desde Nueva York. También presentó la edición del Festival de la OTI de ese mismo año.
Durante los años 1987 y 1988 fija su residencia en Nueva York y Los Ángeles, donde desempeñó trabajos de dirección, producción y creatividad con distintas productoras americanas de publicidad, cine y televisión.
En 1989 Pepe Navarro regresa a España para presentar el Show semanal Por fin es viernes, en el Canal Sur Television de Andalucía.
En el otoño de 1989 vuelve a TVE y dirigirá y presentará el matinal El día por delante, un programa de 4 horas diarias, de 10.00 a 14.00 horas, que significó el bautizo televisivo de Javier Bardem, Santi Millán, Santiago Urrialde, Nuria González y José Corbacho. Fue premiado con el TP de Oro como el mejor programa de entretenimiento y a Pepe Navarro como presentador. El programa termina en marzo de 1990. Entre 1991 y 1992, presenta el programa semanal Juguemos al trivial.
En la temporada de 1992-93, comienza su etapa en Antena 3 TV, periodo en el que dirige, produce y presenta el programa Vivir, vivir... qué bonito. Recupera a Nuria González y debutan en televisión Carlos Iglesias, Maribel Ripoll, Ferrán Botifoll, Dani Delacámara y Aitor Mazo. A las pocas semanas se convierte en líder incontestable e imbatible de las mañanas frente a TVE, Telecinco y las Televisiones autonómicas y, seguirá siéndolo durante las siguientes dos temporadas. Por razones administrativas, en la temporada de 1993-1994, se cambia el nombre del programa a Todo va bien.
En la temporada 1994-95 además del Matinal diario, produce, dirige y presenta Estamos todos locos, un late night semanal que se sitúa en una media por encima del 32%, líder también en su franja. En este programa además de Aitor Mazo, Carlos Iglesias, Maribel Ripoll y Dani Delacámara se incorporan Santiago Urrialde para dar vida a Rambo y El Reportero total, y Santiago Segura como guionista. Los dos programas solo llegan hasta diciembre de 1994. Estamos todos locos por sus referencias a Jordi Pujol,[cita requerida] especialmente en esa época y Todo va bien ..., por complejas razones que el propio Pepe Navarro explica en su libro La Leyenda del Mississippi.
En esos cuatro meses finales de 1994, nació Pepelu, personaje interpretado por Carlos Iglesias y que desde ese momento se convirtió en un icono televisivo.
Sin embargo, a Pepe Navarro, Antena 3 TV le encarga la presentación de la segunda edición de El gran juego de la oca, líder del horario de máxima audiencia del sábado entre enero y junio de 1995.
A principios de julio de 1995 se incorpora a Telecinco para hacer las mañanas. Pero tras una serie de conversaciones con Mikel Lejarza, Director de programas, el 18 de septiembre de 1995 se pone en marcha Esta noche cruzamos el Mississippi, el programa que revolucionó la televisión en España y que abrió una banda horaria inexistente, la franja de medianoche.
El éxito de Esta noche cruzamos el Mississippi fue arrollador. En la concesión del Premio Ondas que ganó en 1996, el presidente del jurado, Carlos Abad, lo anunció así: "Esta noche cruzamos el Mississippi plantea un nuevo concepto de entretenimiento, prolonga el horario de máxima audiencia hacia la noche, establece un formato nuevo en nuestro país y se ha convertido en un importante fenómeno social".
En las únicas dos temporadas (1995-1997) que duró Esta noche cruzamos el Mississippi, alcanzó cotas de audiencia que hasta entonces nadie había logrado en la franja de medianoche.
En julio de 1997 ficha por Antena 3 TV y, siguiendo la estela de Esta noche cruzamos el Mississippi, produce, dirige y presenta, desde septiembre, La sonrisa del pelícano, que es retirado el 1 de diciembre de ese mismo año. 
En 1999 Telefónica vuelve a contratar a Pepe Navarro para que en Via Digital experimente, desde mayo de 1999 a julio del 2000, sobre la interactividad. Con el nombre de La Vía Navarro, La VN fue el primer programa interactivo del mundo.[cita requerida]
En el 2002 presenta la tercera edición de Gran Hermano en Telecinco. 
En el 2005-2006 produce, dirige y presenta en la TVE 1 Ruffus & Navarro Unplugged.
En 2020, participa en el programa de Antena 3, Mask Singer: adivina quién canta. 
En 2020, participa como anfitrión de Ibiza en el programa Dos parejas y un destino de TVE 1.
En 2024, visita El hormiguero 3.0 para promocionar su participación en el programa de Antena 3 El desafío.

### Trayectoria
- La Tarde (TVE, 1983-1984).
- Telediario (TVE, 1984).
- La noche (Univisión, 1985).
- Por fin es viernes (Canal Sur, 1989).
- El día por delante (TVE, 1989-1990).
- Juguemos al Trivial (TVE, 1992).
- Vivir, vivir... Qué bonito (Antena 3, 1992-1993).
- Todo va bien (Antena 3, 1993-1994).
- Estamos todos locos (Antena 3, 1994).
- El gran juego de la oca (Antena 3, 1995).
- Esta noche cruzamos el Mississippi (Telecinco, 1995-1997).
- La sonrisa del pelícano (Antena 3, 1997).
- La Vía Navarro (Vía Digital, 1999-2000).
- Papá (Antena 3, 2001).
- Gran hermano (Telecinco, 2002).
- Ruffus & Navarro Unplugged (TVE, 2005-2006).
- Late Motiv con Andreu Buenafuente (Movistar+, #0, 2016) como invitado en el programa 97.
- Operación And The Andarán (Especial Nochevieja con José Mota) (TVE, 2016).
- Mi casa es la tuya (Telecinco, 2017) como invitado.
- Mira lo que has hecho (Movistar+, 2018).
- Retratos Salvajes (Especial Nochevieja con José Mota) (TVE, 2018).
- Veneno (Atresplayer Premium, 2020) en el episodio 5.
- Mask Singer: adivina quién canta (Antena 3, 2020).
- Deluxe (Telecinco, 2021) como invitado.
- Dos parejas y un destino (TVE, 2021).
- El Desafío (Antena 3, 2024).
- Bailando con las estrellas (Telecinco, 2025).

### Publicidad
En 1984 protagoniza las campañas publicitarias de las Firmas Comerciales White Label y Galerías Preciados.
En 1985 fue la imagen publicitaria en EE. UU. de McDonalds y del Whisky Desmond and Duff.
En 1989 presenta la campaña Publicitaria del BBV.
En el año 2014 crea, diseña y produce la campaña televisiva mundial de BCN World.

### Cine
Ha trabajado como actor en Psicodance, Delirios de amor, Abre los ojos de Alejandro Amenábar, en Torrente 2: Misión en Marbella, Una de zombies y Tensión sexual no resuelta de Miguel Ángel Lamata.
También ha trabajado como director, productor, guionista, editor y actor en los cortos La sombra de ... y Decisión de mujer.

### Prensa y Libros
1985-86: Escribe semanalmente una entrevista en Diez Minutos.
1986-87: Escribe crónicas semanales desde Nueva York , para Diario 16.
1990-91: Edita, dirige y escribe varias revistas profesionales.
1997: Publica, Pedazo de diccionario oficial y caballero de comparaciones de Chiquitistán.
2001-2002: Crea la Editorial Etoky dedicada a la promoción de escritores noveles. Publica 75 títulos.
Desde el 2001 al 2004, Pepe Navarro escribe una columna semanal en el Diario La Razón.
En abril de 2014, publica La Leyenda del Mississippi.

### Música
Produce Esta Noche Cruzamos el Mississippi 1, Esta Noche Cruzamos el Mississippi 2 y Fernando Arbex, 40 millones de discos vendidos, discos del programa Esta Noche Cruzamos el Mississippi alcanzando unas ventas superiores a los dos millones de CD.[cita requerida]
Ya en Antena 3 en La Sonrisa del Pelícano lanza Lucas y sus Janders, Número 1 en Chiquitistán, del que vendió más de setenta mil copias en sólo una semana, la última antes de que fuera eliminado el programa.[cita requerida]
| Predecesor: Manuel Campo Vidal | Presentador de Telediario 1984 | Sucesor: Paco Montesdeoca |

### Premios
| Premios                                           | Año  |
| ------------------------------------------------- | ---- |
| Premio Pueblo al Mejor Presentador de Televisión  | 1983 |
| Premio TP al Personaje más popular                | 1983 |
| Premio ACE, al Mejor Presentador de Habla Hispana | 1986 |
| Premio TP de Oro al Mejor Presentador             | 1989 |
| Premio TP de Oro Mejor Magazine                   | 1995 |
| MIDIA al mejor Talk show de Habla Hispana         | 1996 |
| Premio Ondas al mejor Programa de Entretenimiento | 1996 |
| Antena de Oro                                     | 1996 |
| TP de Oro al Mejor Programa de Actualidad         | 1996 |